# Carlos Alexandre Rodrigues
Carlos Alexandre Rodrigues, vive e trabalha entre Caldas da Rainha e Lisboa (1979).

## Biografia
Trabalha essencialmente numa prática artística em que variadas metodologias operativas atuam sobre diversos tipos de media, como a pintura, o desenho, a fotografia e objetos tridimensionais – convergindo em temáticas e campos disciplinares diversos, como a geografia, arquitetura, urbanismo, arqueologia, antropologia ou sociologia, não com a intenção de os tratar enquanto tais matérias, mas convocando os seus assuntos para o seu projeto de artes plásticas.
Concentra-se em imagens e objectos encontrados, num processo da apropriação artística de técnicas de inventário e catalogação, num gesto simultaneamente arquivístico e estético. Estas imagens servem como catalisador ou matriz para a criação de novas imagens ou objetos. 
Mestre em Artes Plásticas, na ESAD.CR, Escola Superior de Arte e Design das Caldas da Rainha e licenciado em Artes Visuais pela Universidade de Évora.  

## Exposições
2022. “No, no longer, not yet”. Espaço Biblos. Fundão.
2021. “Beyond the Shadow”. Drawing Room — Galeria das Salgadeiras. Lisboa.
2021. “Shadows as memories”. Galeria das Salgadeiras. Lisboa.
2021. “In Retrospect 20/21”. Ateliers abertos - Atelier 30B. Caldas da Rainha. 
2020. Drawing Room Store (online). Galeria das Salgadeiras. Lisboa.
2020. “Viés Absoluto”. Céu de Vidro — Parque D. Carlos I. Caldas da Rainha.
2020. “Dreamatorium”. Salas Cinzentas. Electricidade Estética. Caldas da Rainha.
2019. SWAB Barcelona | International Art Fair. Ibirapi Contemporânea. Barcelona. Espanha. 
2019. “The Past is a foreign country”. Céu de Vidro — Parque D. Carlos I. Caldas da Rainha.
2019. “A.E.GIS”. Salas Cinzentas. Electricidade Estética. Caldas da Rainha.
2018. “No Chão e no Espaço o Firmamento”. Museu António Duarte. Caldas da Rainha.
2018. “Natura Sapiens”. Ibirapi Contemporânea. Lisboa. 
2018. “Caleidoscópio”. Maus Hábitos. Porto.
2018. “Incerta Desambiguação”. Galeria Zaratan. Lisboa.
2017. “Lumen”. CAT- Centro de Artes de Tavira. Tavira. 
2017. “Emergências - Ilha dos Amores”. Espaço Pontes / Museu Etnográfico do Fundão. Fundão. 
2017. Mostra’17. Lisboa.
2016. “III x III”. Galeria 111. Lisboa.
2016. “O que vemos não vale”. Galeria Sol. Porto.
2016. “Retornar não implica voltar atrás”. A9)))). Célula e Membrana. Leiria.
- 2016. “Into the 12 jury room” - Seleção Artista do Mês. Artistas Unidos. Lisboa.

2015 a 2012. “Expedição (Sem Título)”. Museu do Hospital Termal. Caldas da Rainha.
2015 a 2012. “Any attempt to capture a performance through a static medium is bound to fail on some level”. Centro de 2015 a 2012. Artes de Caldas da Rainha.
2015 a 2012. “Close-up”. Pavilhão 31 Hospital Júlio de Matos. Lisboa.
2015 a 2012. “O que um Livro Pode '15”. Atelier Real. Lisboa.
2015 a 2012. “AA”. Fundação das Artes - Bienal de Arte de Alcobaça 7o Ed. Alcobaça.
2015 a 2012. No91. Museu José Malhoa. Caldas da Rainha.
2015 a 2012. Projecto Panaceia. Centro de Artes de Caldas da Rainha.
2015 a 2012. Itinerâncias|Artes Visuais, Design e Género I. Palácio de D. Manuel. Évora.
2015 a 2012. “VHS is not dead”. Convento dos Remédios. Évora. 

## Coleções
Coleção Fundação Carmona e Costa.
Colecção de Arte Contemporânea Figueiredo Ribeiro.
Acervo de Gravura da Escola Superior de Arte e Design de Caldas da Rainha.
Casa das Artes de Tavira | Coleção.
Acervo de Arte Universidade de Évora — Escola das Artes. Depósito em Colégio das Artes. Polo dos Leões.

## Prémios
2011. Prémio de Arte Pós-contemporânea Pedro Portugal. 

## Residências
2020. Dreamatorium, Salas Cinzentas, Caldas da Rainha, Electricidade Estética. 
2018/19. Movimento das Pedras, Aldeia artística do Feital, Associação Luz Linar 
2017. Resart Photo, Beirã e Marvão (2017) 

## Outros projetos
Projecto Panaceia (2014) - Exposição: Estranhai o que não parece estranho, Susana Gaudêncio, Centro de Artes de Caldas da Rainha. Conversa: Susana Gaudêncio e Maria do Mar Fazenda.
Ciclo Noites da Lua Azul – Capela de São Sebastião. Caderno de Campo I. Exposição: Nunca peregrino algum visitou os santos lugares com mais devoção do que os lugares que me viram nascer, Carlos Menino. 

## Livros coletivos
2022. “Untitled”. Galeria das Salgadeiras.